# 窟隆山水库
窟隆山水库是中国河北省承德市滦平县境内的一座水库，位于滦河系兴洲河上，建于1960年。水库正常库容为530万立方米，集雨面积为130平方千米，海拔为565米。